# أربيان
الأربيان أو بَهار أو عشبة أيار أو النتنة أو الأُقحوان  (باللاتينية: Anthemis) جنس نباتي ينتمي إلى الفصيلة النجمية. يضم هذا الجنس حوالي مئة نوع من النباتات موطن معظمها الوطن العربي (بلاد الشام والمغرب العربي) وحوض البحر الأبيض المتوسط.

## وصفها
1. نبتة الأقحوان لديها بعض فوائد البابونج.
2. طعمها رديء.
3. عادتا تعلو إلى علو 30 سم.
4. تسمى أيضا باسم البابونج النتن لأنها تشبهه؟
5. وأوراقها ذات رائحة كريهة.
6. لونها أبيض ويوجد بأوسطها قرص أصفر.

### مكان وجودها
تتواجد نبتة عشبة أيار في حقول الذرة والأراضي القاحلة.

### وقت أزدهارها
تزدهر بين اواخر فصل الربيع وبداية فصل الصيف.

### فوائدها الطبية
لها العديد من الأستعمالات والفوائد مثل نبتة البابونج، فهي تستعمل للتخص من الأورام، طرد الريح، تخفيف من أوجاع المفاصل وأعضاء أخرى، حيث أنها تنفع النساء اللواتي ولدن حديثا، حيث يجيب عليهم غسل أقدامهن بمستخلص العشبة، تكون فعالية الأوراق الداخلية (لمستخلص العشبة) عن طريق البول، وعند أخرون عن طريق الغائظ وفي غال الأحيان عن طريق الأثنين ولهذا يجب الحذر عند أستخدامها.

### الأستعمال الحديث
تستعمل اليوم لصناعة معجون لوضعه على البواسير، ونكون نافعة لادارة الحيض، إذا استعملت بكثرة من الممكن أن تسبب القيء، وتتفاوت الجرعة من النقوع من 28-114 ملل.

## من أنواعهالواطنةفي الوطن العربي
1. الأربيان الأدومي (باللاتينية: Anthemis edumea) في بلاد الشام
2. أربيان أرونسون (باللاتينية: Anthemis aaronsohnii) في بلاد الشام
3. الأربيان أسود القدم (باللاتينية: Anthemis melampodina) في بلاد الشام
4. الأربيان أسود القدم نويع الصحراوي (باللاتينية: Anthemis melampodina subsp. deserti) في بلاد الشام
5. الأربيان أقحواني الأوراق (باللاتينية: Anthemis leucanthemifolia) في بلاد الشام
6. أربيان البحر الميت (باللاتينية: Anthemis maris-mortui) في بلاد الشام
7. الأربيان البحري (باللاتينية: Anthemis maritima) في المغرب العربي وغرب حوض البحر الأبيض المتوسط
8. الأربيان البري (باللاتينية: Anthemis arvensis) في سيناء والمغرب العربي وكل مناطق أوروبا
9. أربيان بورنمويلر (باللاتينية: Anthemis bornmuelleri) في بلاد الشام
10. الأربيان البوقي (باللاتينية: Anthemis tubicina) في بلاد الشام
11. أربيان توبرت (باللاتينية: Anthemis taubertii) في المغرب العربي
12. الأربيان الثديي (باللاتينية: Anthemis ubensis) في المغرب العربي
13. الأربيان ثلاثي القرون (باللاتينية: Anthemis tricornis) في بلاد الشام وتركيا
14. الأربيان ثنائي العصي (باللاتينية: Anthemis secundiramea) في بلاد الشام
15. الأربيان ثنائي العصي نويع أورفيل (باللاتينية: Anthemis secundiramea subsp. urvilleana) في بلاد الشام
16. الأربيان الحرموني (باللاتينية: Anthemis hermonis) في بلاد الشام
17. الأربيان الخليلي (باللاتينية: Anthemis hebronica) في بلاد الشام
18. الأربيان الخيوسي (باللاتينية: Anthemis chia) (نسبة إلى جزيرة خيوس اليونانية) في بلاد الشام ومصر وتركيا والبلقان وإيطاليا
19. الأربيان الديديمي (باللاتينية: Anthemis didymaea) في بلاد الشام
20. أربيان راشيا (باللاتينية: Anthemis rascheyana) في بلاد الشام
21. الأربيان رقيق الثمار (باللاتينية: Anthemis tenuicarpa) في بلاد الشام
22. الأربيان رقيق المقاطع (باللاتينية: Anthemis tenuisecta) في المغرب العربي
23. أربيان زوهار (باللاتينية: Anthemis zoharyana) في بلاد الشام
24. الأربيان الزياني (باللاتينية: Anthemis zaianica) في المغرب العربي
25. الأربيان الساقي (باللاتينية: Anthemis stiparum) في المغرب العربي
26. الأربيان السوري (باللاتينية: Anthemis emasensis) في بلاد الشام
27. الأربيان شاحب القنابات (باللاتينية: Anthemis leucolepis) في بلاد الشام
28. الأربيان الشفاف (باللاتينية: Anthemis hyalina) في بلاد الشام
29. الأربيان صغير الأوراق (باللاتينية: Anthemis parvifolia) في بلاد الشام
30. الأربيان صغير البذور (باللاتينية: Anthemis microsperma) في مصر
31. الأربيان صغير الكأس (باللاتينية: Anthemis cotula) في بلاد الشام
32. الأربيان صغير الكأس الكاذب (باللاتينية: Anthemis pseudocotula) في بلاد الشام
33. الأربيان الصلب (باللاتينية: Anthemis indurata) في بلاد الشام
34. الأربيان الطرابلسي (باللاتينية: Anthemis tripolitana) في بلاد الشام
35. الأربيان الغشائي (باللاتينية: Anthemis scariosa) في بلاد الشام
36. أربيان فيتشتاين (باللاتينية: Anthemis wettsteiniana) في بلاد الشام
37. الأربيان القرني (باللاتينية: Anthemis cornucopiae) في بلاد الشام
38. الأربيان قصير الفروع (باللاتينية: Anthemis breviradiata) في بلاد الشام
39. الأربيان الكريتي (باللاتينية: Anthemis cretica) في بلاد الشام
40. الأربيان الكريتي نويع الكاسيوسي (باللاتينية: Anthemis cretica subsp. cassia) في بلاد الشام
41. الأربيان الكريتي نويع رقيق الفصوص (باللاتينية: Anthemis cretica subsp. tenuiloba) في بلاد الشام
42. الأربيان الكليل (باللاتينية: Anthemis retusa) في المغرب العربي
43. الأربيان المارديني (باللاتينية: Anthemis melanacme) في بلاد الشام والأقاليم السورية الشمالية وتركيا
44. الأربيان المثقوب (باللاتينية: Anthemis scrobicularis) في بلاد الشام وسيناء
45. الأربيان المراكشي (باللاتينية: Anthemis maroccana) في المغرب العربي
46. الأربيان المشطي (باللاتينية: Anthemis corymbulosa) في بلاد الشام
47. الأربيان مضلع القلادة (باللاتينية: Anthemis monilicostata) في المغرب العربي
48. الأربيان المعنق (باللاتينية: Anthemis pedunculata) في المغرب العربي
49. الأربيان المفتوح (باللاتينية: Anthemis patentissima) في بلاد الشام
50. الأربيان المنقط (باللاتينية: Anthemis punctata) في المغرب العربي
51. الأربيان الموري (باللاتينية: Anthemis mauritiana) في المغرب العربي
52. الأربيان النبطي (باللاتينية: Anthemis nabataea) في بلاد الشام
53. أربيان هاوسنخت (باللاتينية: Anthemis haussknechtii) في بلاد الشام
54. الأربيان اليمني (باللاتينية: Anthemis yemensis) في اليمن

## أنواع وضعت ضمن جنسالكوتا
1. الأربيان الصبغي أو الكوتا الصبغية (باللاتينية: Cota tinctoria) في بلاد الشام
2. الأربيان الفلسطيني أو الكوتا الفلسطينية (باللاتينية: Cota palaestina) في بلاد الشام